# Brooklyn Park (Maryland)
Pour les articles homonymes, voir Brooklyn Park.
Brooklyn Park est une localité CDP américaine située dans l’État du Maryland, dans la périphérie de Baltimore, comté d'Anne Arundel. Sa population s’élevait à 14 373 habitants lors du recensement de 2010.